# Folgaria
Folgaria (Fólgaria in dialetto trentino) è un comune italiano di 3 162 abitanti nella provincia autonoma di Trento in Trentino-Alto Adige. Folgaria è storicamente gemellata con i comuni di Santa Teresa di Gallura e di Heringsdorf (Meclemburgo-Pomerania Anteriore).

## Geografia fisica
Situata sul versante occidentale della Magnifica Comunità degli Altipiani cimbri, a ridosso della Vallagarina, Folgaria si trova a 1168 m ai piedi del monte Cornetto (a 2060 m nel gruppo della Vigolana), sulla sponda destra del Rosspach (Rio Cavallo), torrente che scende per la valle omonima fino a Calliano.
È composta da sette frazioni principali (Costa, Serrada, Guardia, Mezzomonte, San Sebastiano, Carbonare e Nosellari) a cui si aggiungono frazioni più piccole (Pont, Ondertol, Dori, Molino Nuovo, Forreri, Ca Nove, Molini, Peneri, Fontani, Scandelli, Sotto il Soglio, Carpeneda, Mezzaselva, Erspameri, Francolini, Fondo Grande, Fondo Piccolo, Colpi, Nocchi, Perpruneri, Tezzeli, Morganti, Cueli-Liberi, Buse, Busatti, Dazio, Prà di Sopra e Virti), distribuite nella valle del Rio Cavallo e nell'alta valle dell'Astico (Buse). I due fiumi sono separati dal passo Sommo (1341 m), che è usato come punto di riferimento per indicare l'ubicazione delle varie frazioni.

## Origini del nome
Il toponimo, menzionato per la prima nel 1196 come Fulgarida, corrisponde al latino *filicāria, da filex "felce"; quindi, con l'aggiunta del suffisso -ēta, significa "felceto". Un'etimologia simile ha Folgarida, altra località trentina, appartenente alla val di Sole.
In epoca austriaca, nell'ambito della politica di germanizzazione precedente allo scoppio della grande guerra, fu usata la forma in lingua tedesca Vielgereuth. Il toponimo in lingua cimbra è Folgrait.

## Storia

### Gli inizi: dal XIII al XVI secolo
Già nel XIII secolo l'altopiano di Folgaria era compreso nel feudo vescovile di Beseno, posto sotto il controllo diretto del principe vescovo di Trento.
Territorio coinvolto dalla colonizzazione cimbra che vide la nascita di diverse località odierne del comune, nel 1222 Folgaria appariva tra le prime in Trentino, come una comunità di gente libera retta da propri organi amministrativi. Intorno al 1500 la quasi totalità della lingua cimbra era localizzata nelle frazioni pre-Sommo e in quelle attorno alla dorsale del Rio Cavallo/Rosspach-tal.
Questa resistette fino ai primi anni '60 del 1900, restando in alcuni termini ancora utilizzati nelle frazioni di Mezzomonte, Cueli-Liberi, San Sebastiano, Tezzeli e Carbonare. Risulta assolutamente rilevante la presenza nella stragrande maggioranza dei toponimi territoriali.
Per questioni confinarie nel 1285 fece atto di sottomissione ai feudatari di Beseno, i Castelbarco (nel 1315 la comunità si dotò di un proprio statuto comunale, la Carta Ordinamentorurn) da cui si sottrasse nel XV secolo, "concedendosi" alla Repubblica di Venezia, la quale garantì l'autonomia totale e perpetua dalla giurisdizione feudale del castello lagarino.
Caduto nel 1510 il dominio di Venezia, Folgaria tornò alla Casa d'Austria; iniziò da quel momento la contesa con la famiglia Trapp, desiderosa di reimporre la dipendenza feudale perduta. La lunga controversia con la comunità montana prese il nome di causa Trappia e fu macchiata da delitti e violenze. Durò oltre duecento anni. In uno scontro armato svoltosi a Carpeneda nel febbraio del 1593 rimasero sul terreno sette folgaretani. In ricordo di quel tragico evento fu eretto un capitello, ancora esistente, conosciuto come il capitello delle sette vedove.

### La Magnifica Comunità
Ancora oggi il comune di Folgaria si fregia dell'appellativo di Magnifica Comunità. Non è dato sapere a quando risalga la concessione vescovile dell'appellativo e delle relative norme di indipendenza e di autogoverno. In tal senso non esistono documenti (l'archivio comunale folgaretano è andato in gran parte disperso e distrutto durante la prima guerra mondiale). Si ritiene sia da far risalire al XII secolo, forse al 1111, a quei patti Ghebardini che sancirono anche l'istituzione della Magnifica Comunità di Fiemme. L'autonomia della Magnifica Comunità di Folgaria sarà confermata anche dall'imperatore d'Austria in persona. Di certo si sa quando la Magnifica Comunità di Folgaria cessò di esistere: avvenne nel 1805 nell'ambito della riforma amministrativa e politica introdotta da Napoleone Bonaparte, a discapito dei diritti concessi dal governo austriaco. Le politiche napoleoniche saranno poi confermate dal governo bavarese. Di quelle antiche tradizioni di autonomia, di libertà e di autogoverno i folgaretani vanno ancor oggi orgogliosi. La denominazione, utilizzata in via informale, appare a più riprese sugli edifici pubblici e sulla segnaletica toponomastica urbana.

### XX secolo

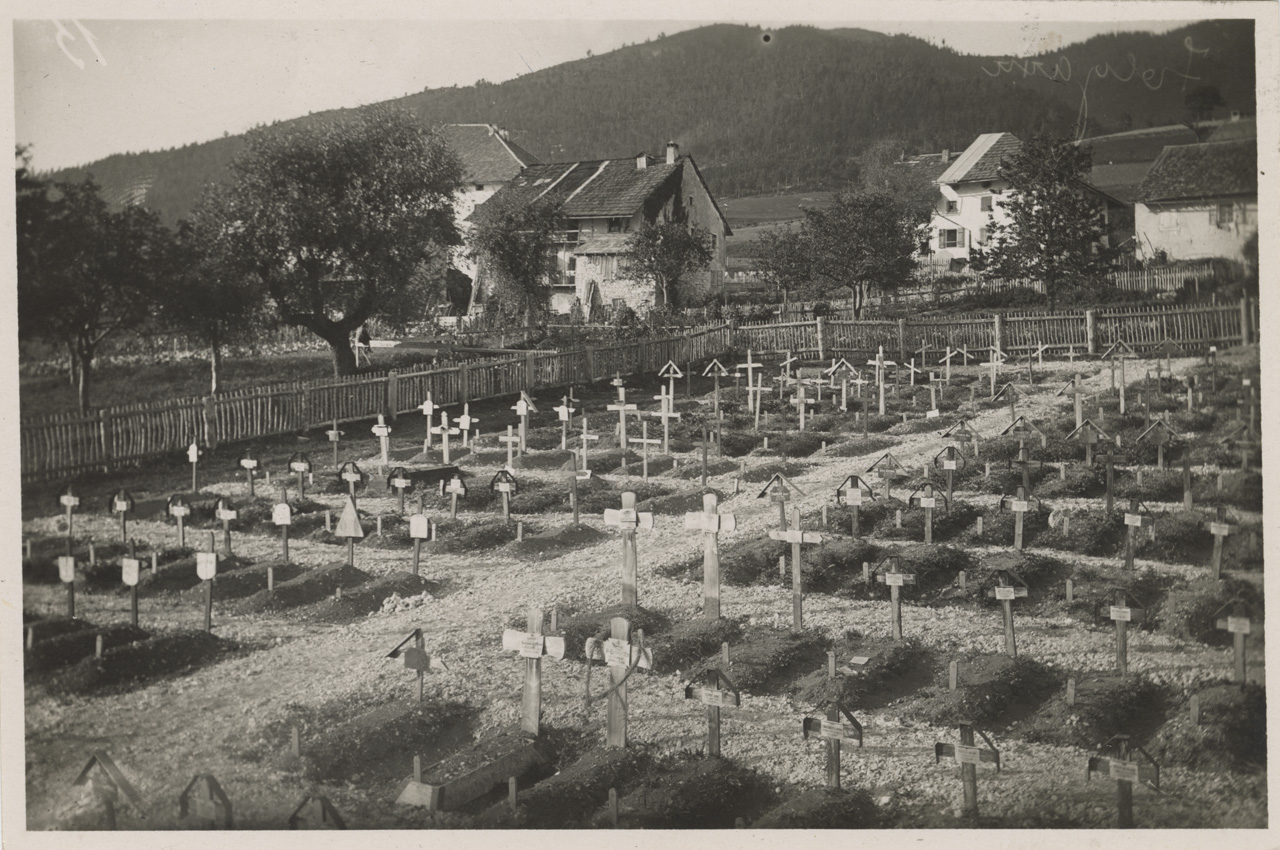
Cimitero militare austro-ungarico della Grande Guerra di Folgaria, apparentemente creato da poco.

#### La questione nazionale
Folgaria, così come l'intero altipiano, divenne territorio conteso tra la Lega Pro Patria, associazione di stampo irredentista e le varie associazioni di stampo pangermanista a causa della forte e radicata presenza di frazioni di madrelingua tedesca.
Come da racconto di Fernando Larcher, ripreso all'interno del sito del Comitato unitario delle isole linguistiche storiche germaniche in Italia, nel 1883 von Biegeleben di Vienna fornì 1 milione e 700 mila fiorini al Ministero all'istruzione di Vienna per l'istituzione nei territori di San Sebastiano, Serrada, Nosellari, Lavarone, Luserna, Brancafora e Casotto di scuole popolari di lingua tedesca.
A San Sebastiano (come a Luserna) la lingua cimbra nei primi del '900 si era mantenuta intatta nelle forme e nei termini, tanto che nel 1874 sorse la scuola elementare tedesca e la pressione delle fazioni pangermaniste fu tale da riuscire a sostituire il curato di lingua italiana con uno di lingua tedesca, a fronte proprio della particolarità della frazione, di madrelingua germanica. A tale azione però si oppose fermamente la Lega italiana con sede a Folgaria che fece chiudere la scuola e ripristinare il curato italiano.
Ciò scatenò una fortissima azione pangermanista con le associazioni Volksbund e Schulverein che attivarono in paese un corso serale di tedesco e acquistarono un terreno per costruire un edificio scolastico. Nacquero un asilo, una Cassa rurale Reifeisenkasse, un negozio cooperativo Konsumverein. Il Volksbund tentò di accattivarsi le simpatie delle famiglie filotedesche (a cui arrivava periodicamente la rivista Tiroler Wehr) ripianando metà del debito che queste avevano contratto per la costruzione della nuova chiesa.
La Lega italiana reagì acquistando i muri della vecchia chiesa per realizzarne un asilo, istituì corsi serali, una scuola-laboratorio di merletti a punto Venezia (per merito della contessa Sardagna), una scuola per analfabeti che sostituì quella per pastori e offrendo di estinguere i debiti al posto del Volksbund.

#### Prima guerra mondiale
In vista della Grande Guerra (1914 - 1918) sul territorio comunale, come nei vicini comuni di Lavarone e Luserna, furono costruiti tre forti austro-ungarici: il forte Dosso delle Somme, il forte Sommo Alto e il forte San Sebastiano. La popolazione di Folgaria fu profuga durante il conflitto e in molti vennero distribuiti nelle baraccopoli di Mitterndorf an der Fischa. Tra i circa 700 irredentisti trentini vi fu anche un folgaretano: Emilio Colpi, maestro elementare che disertò dall'esercito austro-ungarico per arruolarsi volontario nelle file del Regio esercito italiano e morì in combattimento sulle Tofane nel 1916.

#### Seconda guerra mondiale
L'eccidio di malga Zonta si consumò il 12 agosto 1944, quando l'attività partigiana interessava le aree verso il vicentino con le brigate val Leogra, la Pasubiana e la Fortuna. In un'operazione di rastrellamento a malga Zonta, vicino a passo Coe, quel giorno i nazifascisti sorpresero e fucilarono 14 partigiani e 3 malgari. Tra i caduti vi fu anche Bruno Viola, marinaio, medaglia d'oro della Resistenza. L'avvenimento viene commemorato il 15 agosto di ogni anno con la partecipazione ufficiale dei comuni dell'Alto Vicentino e di Folgaria.
I fatti di Carbonare accaddero a Carbonare il 28 aprile 1945 e videro uccise dai tedeschi 4 persone. Ad essi sono dedicati la piazza del paese e una targa commemorativa.

#### Guerra fredda
Dopo la seconda guerra mondiale la NATO istituì una base missilistica nei pressi del passo Coe: la base Tuono. Negli anni '80 fu dismessa e, dopo anni di abbandono, la Provincia la ricostruì e riqualificò a museo, esponendo missili terra-aria Nike, sistemi radar e altre attrezzature militari degli anni della guerra fredda, a testimonianza del periodo della divisione NATO-Patto di Varsavia. La base Tuono è visitabile con guide che illustrano la sua attività.

### Simboli
Stemma
Lo stemma simboleggia il patrimonio forestale del comune ed è stato riconosciuto con decreto del capo del governo del 15 agosto 1929. Rappresenta, incorniciati in ovale a sua volta inserito in uno scudo, tre rilievi allineati, sovrastati da altrettanti alberi di abete, sopra cui appare la sigla M.C.F. e nella banda esterna la scritta "Magnifica Comunità di Folgaria".
Gonfalone
Il gonfalone è stato approvato con D.G.P. del 20 gennaio 1989, n. 420.
Ha forma di bandiera con drappo tricolore a fasce orizzontali. Nella banda color verde riporta gli stemmi appaiati della regione Trentino-Alto Adige e della provincia autonoma di Trento; nella fascia color bianco la scritta "Magnifica Comunità" e nella fascia color rosso la scritta "Folgaria". A cavallo delle fasce bianca e rossa appare lo stemma comunale.

### Onorificenze
Folgaria è tra le città decorate al valor militare per la guerra di liberazione, insignita il 9 maggio 1994 della croce di guerra al valor militare per i sacrifici delle sue popolazioni e per l'attività nella lotta partigiana durante la seconda guerra mondiale:

## Monumenti e luoghi d'interesse

### Architetture religiose
- Chiesa di San Lorenzo, parrocchiale di Folgaria.
- Chiesa di San Francesco d'Assisi, parrocchiale nella frazione di Carbonare.
- Chiesa di Santa Cristina, parrocchiale nella frazione di Serrada.
- Chiesa di San Giuseppe, parrocchiale nella frazione di Mezzomonte di Sopra.
- Chiesa di San Sebastiano, parrocchiale nella frazione di San Sebastiano.
- Chiesa della Visitazione di Maria, parrocchiale nella frazione di Nosellari.
- Chiesa di San Valentino, sussidiaria nella frazione di Carpeneda.

### Architetture militari
- Forte Sebastiano
- Forte Sommo Alto
- Forte Dosso del Sommo

## Società

### Evoluzione demografica
Abitanti censiti

### Ripartizione linguistica
Nonostante la lingua cimbra/slambrot risulti estinta a Folgaria dalla metà del secolo scorso, secondo il censimento del 2021 la sua popolazione è per il 93,6% di lingua italiana e per il 6,4% di lingua cimbra.

## Economia

### Artigianato
Sono importanti le produzioni di sculture e di paralumi, oltre all'attività di intagli.

## Amministrazione
| Periodo | Periodo  | Primo cittadino  | Partito                    | Carica                  | Note   |
| ------- | -------- | ---------------- | -------------------------- | ----------------------- | ------ |
| 1974    | 1983     | Alberto Rella    | PCI                        | Sindaco                 | [ 20 ] |
| 1983    | 1994     | Remo Cappelletti | PCI                        | Sindaco                 | [ 20 ] |
| 1994    | 1995     | Michele Ciech    | PCI                        | Sindaco                 | [ 20 ] |
| 1995    | 2009     | Alessandro Olivi | Centrosinistra             | Sindaco                 | [ 20 ] |
| 2009    | 2015     | Maurizio Toller  | Centrosinistra             | Sindaco                 | [ 20 ] |
| 2015    | 2018     | Walter Forrer    | PATT                       | Sindaco                 | [ 21 ] |
| 2018    | 2019     | Marco Viola      |                            | Commissario Prefettizio |        |
| 2019    | in corso | Michael Rech     | Campobase - Centrosinistra | Sindaco                 |        |

### Gemellaggi
- Heringsdorf[senza fonte]
- Sant'Oreste (Italia) dal 2016

## Sport
Il comprensorio sciistico Folgaria Fiorentini consiste in 74 km di piste da sci alpino di varia difficoltà. Gli impianti di risalita sono situati nelle frazioni di Fondo Grande, Fondo Piccolo, Serrada, Costa, Ortesino e Francolini. A Passo Coe è presente un centro per lo sci di fondo con percorsi ad anello di varia difficoltà lunghi fino a 15 km.
Il 30 maggio 2002 la 17ª tappa del Giro d'Italia 2002 si è conclusa a Folgaria con la vittoria del russo Pavel Tonkov.
Dal 1974 al 1983 da Folgaria partiva la "Marcia delle Nazioni", una marcia non competitiva con un percorso di 40 km che si concludeva ad Asiago, organizzata in onore dei caduti della prima guerra mondiale. A partire dal 1998 l'iniziativa fu ripresa con la "Marcia dei forti", il cui itinerario tocca le fortificazioni austroungariche di forte Dosso del Sommo, forte Sommo Alto e forte Cherle.
La città ha più volte ospitato il ritiro precampionato di importanti squadre di calcio: la Fiorentina nel 2006, il Parma nel 2007, il Torino nel 2009, il Napoli nel 2010, il Padova nel 2011 e il Livorno nel 2013, l'Unione Sportiva Lecce e dal 2024 l'Hellas Verona.